# Староземельный креационизм
Староземе́льный креациони́зм (англ. Old Earth creationism) — общее название для ряда вариантов креационизма, признающих современные научные оценки возраста Земли (4,6 млрд лет) и Вселенной (13,7 млрд лет) в соответствии с геологическими и астрофизическими данными. В отличие от младоземельных креационистов, настаивающих на буквальном толковании текстов Ветхого Завета и в особенности первой главы книги Бытия о шести днях творения, сторонники староземельного креационизма не находят непреодолимых противоречий между священным текстом и научными оценками. В отличие от теистического эволюционизма, староземельный креационизм, как и младоземельный, отрицает концепцию биологической эволюции, утверждая, что жизнь на Земле была сотворена Богом и существует в неизменном виде.
- Креационизм разрыва[англ.]. Эта наиболее близкая к младоземельному креационизму концепция использует библейский текст «В начале сотворил Бог небо и землю. Земля же была безвидна и пуста…» (Быт. 1:1-2) как основу для утверждения о том, что Земля была сотворена задолго до первого дня творения и либо пребывала в «безвидном и пустом» виде те самые 4,6 млрд лет, о которых говорят научные данные, либо была опустошена Богом для нового сотворения. Только после этого хронологического разрыва (англ. gap) творение было возобновлено — Бог придал Земле современный вид и создал жизнь. Как и в младоземельном креационизме, шесть библейских дней творения считаются шестью буквальными 24-часовыми днями. Эта концепция была популяризована американским протестантским богословом Сайрусом Скоуфилдом, автором диспенсационалистской «Библии с комментариями Скоуфилда» (1909). В XX веке подобные взгляды, кроме самого Скоуфилда, разделяли и пропагандировали богословы Гарри Риммер[англ.], Джордж Пембер[англ.], Кларенс Ларкин, Артур Пинк, американский телепроповедник-евангелист Джимми Сваггерт.
- Креационизм постепенного творения[англ.]. Группа взглядов, которые допускают существование и развитие жизни на протяжении миллионов лет, но утверждают, что Бог в ключевые моменты истории либо создаёт новые виды в дополнение к уже существующим, либо напрямую вмешивается в естественные процессы мутаций и естественного отбора, опять-таки порождая новые виды — таким образом творение происходит постепенно, в течение миллионов лет. Шесть дней творения воспринимаются метафорически, как соответствующие геологическим эпохам. Классическим примером креационизма постепенного творения является катастрофическая теория Жоржа Кювье, утверждавшего, что Бог неоднократно создавал новые виды на замену уничтоженным катастрофами. Взгляды о постепенном творении в XIX веке в том или ином виде отстаивали Уильям Баклэнд, Альсид д’Орбиньи, Хью Миллер[англ.]. В XX веке проводником идей постепенного творения являлось Американское научное объединение[англ.], одному из членов которого, богослову Бернарду Рамму[англ.], принадлежит программная статья «Христианский взгляд на науку и Писание» (1954). В настоящее время концепцию постепенного творения защищают астрофизик-креационист Хью Росс[англ.], турецкий публицист Аднан Октар и другие.